# قانون حقوق کودک در نیجریه
قانون حقوق کودک در نیجریه (انگلیسی: Child Rights Act in Nigeria)در سال ۲۰۰۳، به تصویب رسید تا نیجریه خود را منطبق بر کنوانسیون حقوق کودک نماید. اگر چه این قانون در سطح فدرال تصویب شد. اما تنها زمانی مؤثر واقع می‌شود که مجمع‌های دولتی شروع کننده آن باشند. قانون حقوق کودکان ۲۰۰۳ (CRA) بعنوان یک سند قانونی در خدمت حفاظت از حقوق و مسئولیتهای کودکان در نیجریه است.

## اهداف
این قانون از سه هدف اولیه برخوردار است: برای درآمیختن حقوق کنوانسیون حقوق (CRC) و منشور آفریقا در قانون ملی، برای تأمین مسئولیت‌های دوائر دولتی مرتبط با قانون و ادغام قوانین ویژه کودکان به یک قانون جامع. این قانون همچون قانون تجارت قاچاق انسان عمل می‌کند، زیرا کودکان را از «جداشدن از … والدینشان علیه میل خود، به جز جایی که بیشترین منافع را برای کودک تأمین کند» ممنوع می‌سازد.

## مبدأ
نیجریه توافق‌نامه بین‌المللی حقوق بشر در مورد کودکان را امضا کرده‌است. این قانون به‌طور قانونی در سال ۲۰۰۳ توسط اولوسگون اوباسانجوا (Olusegun Obansanjo) رئیس‌جمهور سابق به عنوان قانون حقوق کودکان ۲۰۰۳ (CRA) به تصویب رسید. قانون حقوق کودکان ۲۰۰۳ (CRA) به عنوان یک سند قانونی و حفاظت از حقوق و مسئولیتهای کودکان در نیجریه ایجاد شد.